# 季戈拉區

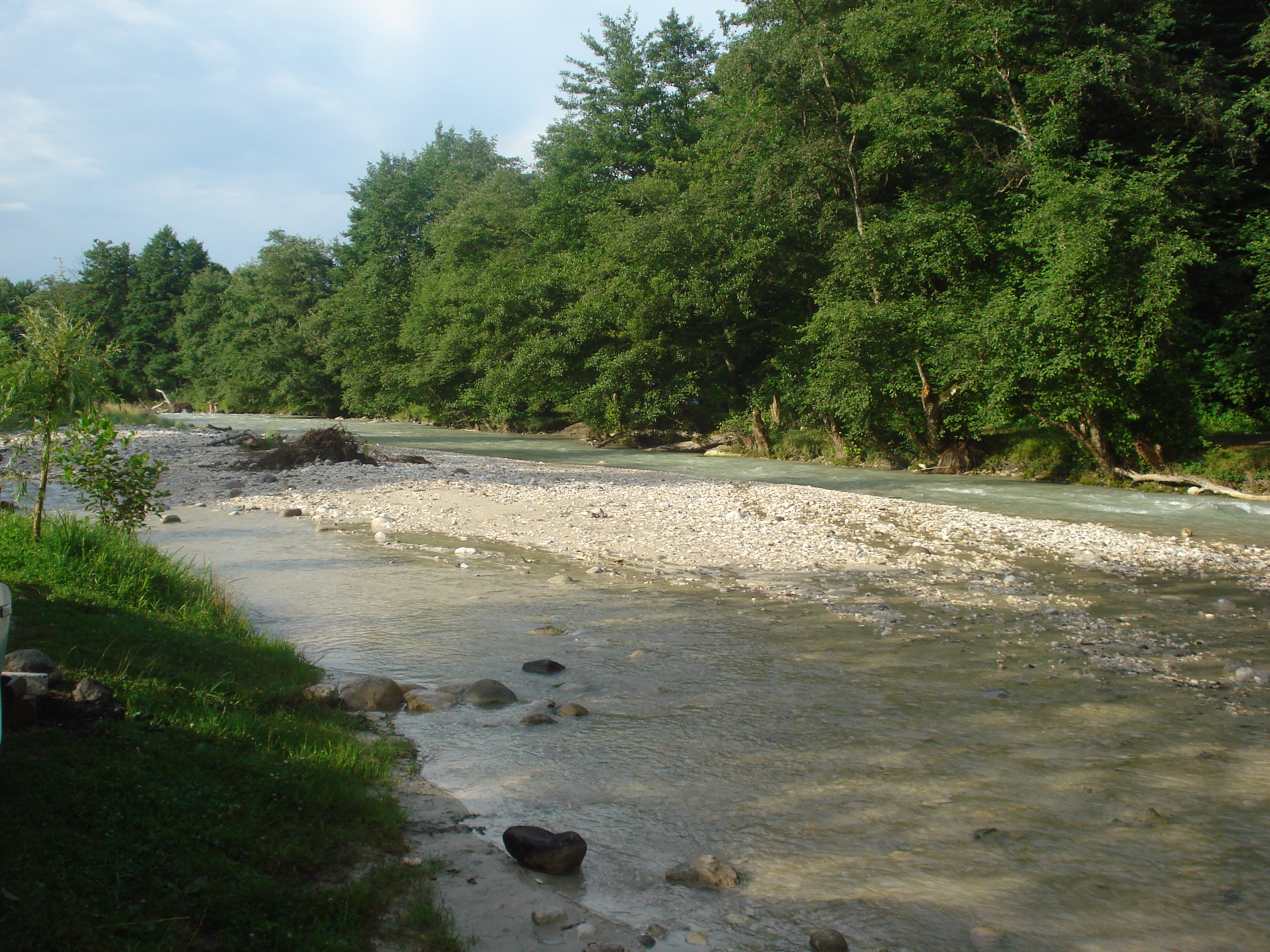

43°09′29″N 44°09′25″E / 43.15806°N 44.15694°E
季戈拉區（俄语：Дигорский район），是俄羅斯的一個區，位於該國西南部，由北奧塞梯-阿蘭共和國負責管轄，面積640平方公里，2010年人口19,334，人口密度每平方公里30.21人。